# 李光顯
李光顯（1755年10月30日—1819年10月5日），字隆武，號鑑亭，清朝武官官員，福建同安縣綏德鄉翔風里十九都古龍頭北山（今金門縣金寧鄉古寧村北山）人。曾經官至浙江提督、廣東提督，乃金門俗諺「九里三提督，百步一總兵」中的三位提督之一。
他與邱良功是姨表兄弟，其故宅振威第為金門縣縣定古蹟。

## 生平
李光顯出生於乾隆二十年九月二十五日（1755年10月30日），家中務農，幼時曾進過幾年家塾，後幫忙家中耕作，常挑穀物到金門鎮右營遊擊署前販賣，因為當時李光顯之兄李光輝在營中服役，故他與營中軍士相當熟識，常互比角力，多為李光顯勝，軍士見他孔武有力，故常鼓勵他入伍。
乾隆四十二年（1777年），在營中軍士與其兄鼓勵下，李光顯加入了軍隊，不久被提拔為「金門鎮標右營外委」，因出身自海濱村落，他對於潮汐變化的掌握與駕船技術很有自信，遂多次自請駕舟出海巡哨，深為上級嘉許，後於乾隆四十六年（1781年）調升「澎湖協右營把總」。後來乾隆五十一年年底（1787年1月）臺灣發生林爽文事件，李光顯遂從澎湖被調到臺灣支援，駐守打鼓汛，莊大田攻陷鳳山縣城後轉攻打鼓汛，但為李光顯所敗。乾隆五十二年（1787年），李光顯與遊擊鄭嵩攻下竹仔港，再隨參贊大臣海蘭察前往枋寮等地平定事件。在這之後李光顯因戰功擢署「閩安協右營千總」，賞戴藍翎，乾隆五十四年（1789年）補「澎湖協右營千總」，五十九年（1790年）調福建水師督標右營千總。
嘉慶元年（1795年）七月，李光顯隨參將李長庚到浙江石浦洋追剿海盜蔡牽等人，後於嘉慶三年（1798年）三月升福建督標水師營中軍守備。升任守備之後，李光顯致力於追剿當時東南沿海海盜，於嘉慶九年（1804年）調升廣東平海營參將，隔年（1805年）六月因在新安零丁洋、東莞沙嘴洋、香山大虎洋一帶殲滅與招撫大量海盜，調升臺灣水師協副將。同年九月調往廣東順德協，仍擔任副將。嘉慶十四年（1809年）六月，擢浙江溫州鎮總兵，同年九月蔡牽戰敗自殺後，李光顯與時任浙江提督的邱良功前往福建海域搜捕蔡牽餘黨。
嘉慶十六年（1811年）二月，李光顯署浙江提督，三月時又兼定海鎮總兵，嘉慶二十一年（1816年），升任廣東水師提督，任內以耿介廉潔著稱，兩廣總督阮元贈「海邦著績」匾。嘉慶二十四年八月十七日（1819年10月5日）卒於任所，因兩袖清風，幸有廣東商人感其恩德代為收斂歸葬。

## 墳墓
李光顯墓在金門縣金寧鄉安美村的山灶郊區，即獅仔山上，墓碑為花崗石，高122公分，寬86公分，上書「皇清 誥授振威將軍授提督廣東全省水師軍務節制各鎮總兵官鑑亭李府君暨林夫人塋域」。據古寧頭居民表示墓前原有石獸與望柱，但被軍隊拆除，將石材移作軍事構工之用。